# Ewig Zweiter
Ewig Zweiter ist der zweite Roman des englischen Schriftstellers David Nicholls. Die Originalausgabe erschien 2005 unter dem Titel The Understudy bei Hodder & Stoughton, London. Die deutsche Übersetzung wurde erstmals 2006 beim Verlag Kein & Aber veröffentlicht (ISBN 3-0369-5542-9). Die autobiografisch gefärbte Komödie persifliert die Suche eines Theaterschauspielers nach dem großen Durchbruch.

## Handlung
Stephen C. McQueen ist ein erfolgloser Schauspieler, der in London lebt und vornehmlich Fernsehleichen spielt. Seine einzige Hauptrolle ist die eines singenden Eichhörnchens in einer Kinderlieder-DVD. Seit ihn seine Frau für einen anderen Mann verlassen hat, lebt Stephen in einer 1-Zimmer-Wohnung, ohne Kühlschrank und berufliche Perspektive. Obwohl er die Dreißig überschritten hat, hofft Stephen noch immer auf seinen Durchbruch als Schauspieler. Darum ist er auch als Einspringer am Theater tätig. Stephen hält sich bereit, den Star des Stückes, Josh Harper, im Krankheitsfall zu ersetzen. Josh ist ein von Publikum und Kritik geliebter kommender Hollywood-Star. Frisch zum zwölftsexiesten Mann der Welt gekürt, hat Josh bereits einen BAFTA-Award gewonnen und seinen ersten Action-Blockbuster abgedreht.
Josh ist niemals krank, so dass Stephen seine erhoffte Hauptrolle verwehrt bleibt. Als es doch einmal fast zum Notfall kommt, weil Josh erst in letzter Minute zur Aufführung erscheint, sitzt Stephen bereits in der Maske – umsonst. Als freundliche Geste lädt Josh daraufhin Stephen zu einer Party ein, zumindest versteht Stephen die Einladung so. Vor Ort stellt er jedoch fest, dass er sich als Servierer etwas hinzuverdienen soll. Zu peinlich berührt, um zu gehen, nimmt Stephen die Aufgabe an. Der Abend verläuft turbulent: Joshs Ehefrau, die US-Amerikanerin Nora, bändelt mit Stephen an und lästert über Josh, Stephen betrinkt sich bis zur Besinnungslosigkeit und wacht am nächsten Morgen mit Joshs BAFTA-Award in seinem Bett auf. Er hat ihn entwendet.
Stephens Leben steuert auf eine Krise zu. Nach der durchzechten Partynacht holt er seine Tochter Sophie, die bei seiner Ex-Frau und deren neuem Mann lebt, zu spät für den gemeinsamen Sonntag ab. Der Tag verläuft nicht gut. Durch Zufall entdeckt er bald darauf auch noch, dass Josh seine Frau mit der Hauptdarstellerin des Stückes betrügt. Josh bittet Stephen, die Affäre zu verschweigen, was Stephen in eine Zwickmühle bringt: Nora und er sind Freunde geworden, und Stephen hat sich längst in sie verliebt. Als Josh ihm in Aussicht stellt, kurz vor Weihnachten für zwei bis drei Tage "krank" werden zu können, so dass Stephen seinen Moment im Rampenlicht bekommen würde, willigt er schließlich unter der Bedingung ein, dass Josh die Affäre beendet.
Als Josh Stephen in der Folge noch wegen einer zweiten Affäre mit einer TV-Schauspielerin ins Vertrauen zieht, verrät Stephen den geheimen Treffpunkt der beiden an die Klatschpresse. Es folgt ein Medienskandal, der Stephen über den Kopf wächst. Die tief verletzte Nora sucht in Stephens Wohnung Zuflucht und trinkt sich dort ihrerseits in die Besinnungslosigkeit. Stephen findet und pflegt sie nach diesem nächtlichen Vorfall, ohne auf ihre Alkohol-getriebenen Verführungsversuche einzugehen. Am nächsten Tag findet Nora jedoch den BAFTA-Award ihres Mannes, den Stephen sich nicht getraut hat zurückzugeben, und stellt Stephen zu Rede. Sie ist zusätzlich wütend, weil sie herausfindet, dass Stephen ihr Joshs Affäre verschwiegen hat. Stephen versucht sich zu erklären und gesteht Nora, dass er sie liebt. Daraufhin verlässt sie die Wohnung verstört. Stephen folgt ihr auf die Straße, wo er von Josh gestellt wird, der die beiden nun seinerseits der Affäre bezichtigt. Es kommt zu Handgreiflichkeiten zwischen den Männern. Als Josh Stephen am Boden liegend verprügeln will, schlägt ihm Nora seinen eigenen BAFTA-Award ins Gesicht.
Josh muss ärztlich behandelt werden und fällt aus. Stephen erhält somit seine Chance als Einspringer. Nach anfänglicher Unsicherheit liefert er eine anständige Darbietung ab – für einen fast leeren Saal. Viele Gäste haben mangels Josh Harper ihre Tickets zurückgegeben. Stephens Ex-Frau und seine Tochter sind jedoch im Publikum und sehr stolz auf ihn.
Direkt nach der Vorstellung wird Stephen auf Joshs Geheiß fristlos gefeuert. Es bleibt seine einzige Vorführung in der Hauptrolle. Als Stephen an diesem Abend nach Hause kommt, wartet zu seiner Überraschung Nora auf ihn. Sie arbeiten die Ereignisse auf und nehmen zusammen einen Zug nach Paris.

## Stil
Der Roman spielt nicht nur im Theater- und Kinomilieu, sondern bezieht sich durchgängig auf das Hollywood-Kino der 1950er Jahre und seine klassischen Schauspielgrößen. Die Hauptfigur Stephen C. McQueen zitiert regelmäßig Texte, Handlungen und Stil seiner Vorbilder wie Cary Grant oder Stewart Granger. Einzelne Kapitel werden außerdem mit kontextbezogenen Drehbuchdialogen eingeführt, die sich Stephen ausdenkt, um seine Gedanken auszudrücken. Eine besondere Rolle spielen neben den klassischen Filmbezügen jedoch auch eher popkulturelle Referenzen: Josh Harper wird als Sammler von „Star Wars“-Memorabilia gezeichnet. Einige seiner Sammlerstücke wie eine Han-Solo-Plastefigur werden leitmotivisch eingesetzt.

## Rezensionen
- Kristina Maidt-Zinke bescheinigt dem Roman Humor, weil der Autor zum Teil die eigenen Erfahrungen gelungen persifliert: Nicholls, der die britische Tugend des Understatements perfekt zu verkörpern scheint, war zunächst Schauspieler, aber einer von der Sorte, die er in seinem autobiografisch gefärbten Roman Ewig Zweiter (2006) höchst amüsant charakterisiert.[2]
- Kristian Thees nennt das Buch bei SWR3 einen "Gute-Laune-Roman mit viel britischem Humor" und darüber hinaus: Das Buch ist eine romantische Komödie mit viel Situationskomik und vielen witzigen Formulierungen[...][3]